# Dysdera centroitalica
Dysdera centroitalica là một loài nhện trong họ Dysderidae.
Loài này thuộc chi Dysdera. Dysdera centroitalica được Fulvio Gasparo miêu tả năm 1997.